# Jadwiga Kowalska
Jadwiga Kazimiera Kowalska (ur. 7 lipca 1943 w Pabianicach, zm. 16 maja 2024 tamże) – polska polityk, posłanka na Sejm PRL VIII kadencji.

## Życiorys
Córka Marianny i Hieronima. Uzyskała wykształcenie zasadnicze zawodowe. Była brakarzem w Zakładach Przemysłu Odzieżowego „Pabia” w Pabianicach.
W 1964 wstąpiła do Polskiej Zjednoczonej Partii Robotniczej. Była I sekretarzem Podstawowej Organizacji Partyjnej, zasiadała też w Komitecie Łódzkim i Komitecie Miejskim partii w Pabianicach. W latach 1980–1985 pełniła mandat posłanki na Sejm PRL VIII kadencji w okręgu Łódź Śródmieście. Zasiadała w Komisji Pracy i Spraw Socjalnych, Komisji Przemysłu Lekkiego oraz w Komisji Polityki Społecznej, Zdrowia i Kultury Fizycznej.
W 1977 odznaczona Brązowym Krzyżem Zasługi.
Pochowana na cmentarzu komunalnym w Pabianicach.